# Ruxandra Cesereanu
Ruxandra Cesereanu (Kolozsvár, 1963. augusztus 17. –) román író, költő és esszéista.

## Életrajz
1981 és 1985 között végezte el a Babeș–Bolyai Tudományegyetem irodalom szakát. Ebben az időben az „Echinox” című lap szerkesztője is volt. 1991 óta a kolozsvári „Steaua” folyóirat szerkesztője, 1997-ben doktorált. Jelenleg a Babeș-Bolyai Egyetem összehasonlító irodalom tanszékének előadója; négy éven keresztül a politikatudományi kar újságírás tanszékének oktatója is volt. Számtalan vers-, próza- és esszékötete, valamint publikációja jelent meg. „Postbărbați” (Utóférfiak) című kötete 2009-ben jelent meg magyarul a Jelenkor Kiadónál.

## Művei
- Călătorie prin oglinzi (kisregény), 1989
- Grădina deliciilor (versek), 1993
- Zona vie (versek), 1993
- Cădere deasupra orașului (versek), 1994
- Purgatoriile (kispróza), 1997
- Oceanul schizoidian (versek), 1998
- Călătorie spre centrul infernului. Gulagul în conștiința românească (esszé), 1998
- Trupul-Sufletul (versek), 1998
- Tricephalos (regény), 2002
- Imaginarul violent al românilor (esszé), 2003
- Decembrie '89. Deconstrucția unei revoluții (esszé), 2004
- Kore-Persephona (versek), 2004
- Nebulon (próza), 2005
- Gulagul în conștiința românească. Memorialistica și literatura închisorilor și lagărelor comuniste (esszé), 2005
- Made in Romania. Subculturi urbane la sfârșit de secol XX și început de secol XXI (esszé), 2005
- Nașterea dorințelor lichide (próza), 2007

## Magyarul
- Keresztesasszony; ford. Visky Zsolt; Koinónia, Kolozsvár, 2007
- Utóférfiak; ford. Selyem Zsuzsa; Jelenkor, Pécs, 2009
- Angelus; ford. Karácsonyi Noémi; Napkút, Budapest, 2021

## Külső hivatkozások
- Ruxandra Cesereanu publikációs listája a LiterNet kiadó honlapján (románul)
- Ruxandra Cesereanu életrajza a Babeș-Bolyai Tudományegyetem internetes oldalán (angolul)
- Ruxandra Cesereanu oldala a Jelenkor Kiadó internetes honlapján[halott link] (magyarul)